# Die Legende vom heiligen Trinker
Die Legende vom heiligen Trinker ist eine Novelle von Joseph Roth, die im Amsterdamer Verlag Allert de Lange 1939 posthum erschien. Andreas, der Trinker, ein Mann von Ehre, will – über die ganze Legende hinweg – geliehenes Geld zurückbringen, kommt aber nicht dazu, eben, weil er trinkt.

## Inhalt
In den letzten Wochen seines Lebens, im Frühling 1934, geschieht dem obdachlosen Trinker Andreas Kartak aus Olschowice im polnischen Schlesien eine ganze Serie von Wundern. Andreas war früher, wie sein Vater, als Kohlenarbeiter beschäftigt. Weil man in Frankreich Kohlenarbeiter suchte, ging er dorthin und arbeitete in den Gruben von Quebecque. Einquartiert war er bei dem Ehepaar Schebiec, schlief mit Frau Karoline, wurde vom Ehemann ertappt und erschlug ihn in Notwehr. Dafür hat Andreas zwei Jahre im Gefängnis gesessen.
Andreas, Pariser Stadtstreicher geworden, nächtigt gewöhnlich unter den Brücken, die über die Seine führen. Das erste Wunder: Ein fremder Herr leiht Andreas zweihundert Francs. Der Obdachlose soll den Betrag bei der Statue der heiligen Therese von Lisieux in der Kapelle Ste-Marie des Batignolles hinterlegen. Andreas vertrinkt das Geld, besinnt sich aber, verdient zweihundert Francs durch ehrliche Arbeit und vergeudet diese wieder. Zu dem Wunder, Geld durch Arbeit zu verdienen, gesellen sich weitere: Andreas kauft eine gebrauchte Brieftasche zur Aufbewahrung des Geldregens und findet darin tausend Francs. Zudem begegnet er einem ehemaligen Schulkameraden, der für ihn sorgt. Und seine ehemalige Geliebte Karoline, die mit ihm ihre Ehe gebrochen hat, läuft ihm über den Weg, zieht mit ihm durch Paris und schläft mit ihm. Andreas macht sich aber aus dem Staube, weil Karoline gealtert ist. Das kann er sich leisten, denn die Wunder dauern an. Ihm begegnen entgegenkommende junge Frauen, zutrauliche junge Mädchen. Eine heißt Therese – jene oben erwähnte Heilige, nimmt der nicht ganz nüchterne Trinker an. Aber Therese ist aus Fleisch und Blut – nicht die, für die sie gehalten wird. Sie nimmt auch kein Geld von Andreas. Ganz im Gegenteil, Therese schenkt Andreas einen Hundertfrancschein, gerade als der Trinker sich an der Theke den nächsten Pernod genehmigen möchte. Dazu kommt es nicht. Der Trinker fällt um und stirbt. Der abschließende Kommentar des Erzählers: „Gebe Gott uns allen, uns Trinkern, einen so leichten und so schönen Tod!“

## Rezeption
- In einer Rede im Jahr 1989 bewundert Reich-Ranicki zutiefst die „vollkommene, vollendete Prosa“. Denn von dieser Sprache gehe „vollkommene Ruhe, ja Abgeklärtheit aus“.[1]
- Hackert[2] erwähnt dieses letzte Werk Joseph Roths als ein Beispiel, in dem der Autor die eigene „Trunksucht“ einer Selbstbeobachtung unterzog.
- Nürnberger[3] nennt die Legende eine zarte, kindliche Wunschpoesie, die Joseph Roth 1939 in viermonatiger Arbeit gelang.
- Steierwald[4] hebt in ihrer Analyse das Unverbesserliche am Gewohnheitstrinker hervor.
- Sternburg[5] möchte in dem spendablen fremden Herrn Stefan Zweig sehen. Außerdem weist Sternburg[6] auf die christlich-jüdische Komponente des Textes hin und führt Meinungen von zwei katholischen Geistlichen und von Hermann Kesten, Heinrich Mann, Andrea Manga Bell sowie eine briefliche Äußerung Roths vom Februar 1939 an die Adresse von Schalom Ben-Chorin zu dieser Thematik auf.

## Verfilmungen
- Franz Josef Wild verfilmte 1963 die Novelle unter dem Originaltitel für das Fernsehen (mit Ernst Fritz Fürbringer als fremder Herr und Hannes Messemer als Andreas).[7]
- Das Werk wurde 1988 von dem italienischen Regisseur Ermanno Olmi als La Leggenda del santo bevitore (deutscher Titel: Die Legende vom heiligen Trinker) erneut verfilmt. Als Andreas Kartak glänzte der Niederländer Rutger Hauer. Diese Verfilmung erhielt insgesamt neun Filmpreise. Unter anderem gewann Regisseur Olmi den Goldenen Löwen von Venedig im Jahre 1988. Die TV-Premiere in Deutschland war am 11. Februar 1996.

## Hörspiele
- 1950 produzierte der RIAS eine Hörspielfassung von Maria Sommer unter der Regie von Hanns Korngiebel.
- 1959 wurde beim SDR eine neue Hörspielfassung von Wilhelm Michael Treichlinger (Bearbeitung und Regie) erstellt.
- 1960 produzierte der WDR ein Hörspiel Unter der Regie von Raoul Wolfgang Schnell, mit Horst Tappert als Trinker, Siegfried Wischnewski als Saufkumpan, Rolf Boysen als Boxer, Wera Peterson als Verkäuferin, Gisela von Collande als Frau, Kurt Lieck als Herr gesetzten Alters und Eduard Marks als Erzähler.
- 2007 entstand auch eine zweisprachige, deutsch-französische Hörspielfassung von Die Legende vom heiligen Trinker. Die unter der Regie von Marguerite Gateau und der Mitwirkung von Martin Engler, Jule Böwe und Peter Davor entstandene Produktion von Deutschlandradio Kultur, SR und France Culture wurde auch für den ARD-Hörspielpreis nominiert.
- 2010 produzierte der Hörspielautor und Regisseur Robert Schoen im Auftrag des Hessischen Rundfunks (HR) unter dem Titel Schicksal, Hauptsache Schicksal eine eigene Fassung des Stoffes. Dafür wurde Schoen zusammen mit seinem Hauptdarsteller Lorenz Eberle mit dem Hörspielpreis der Kriegsblinden ausgezeichnet.

## Theater
- Am Theater Basel wurde in der Spielzeit 2010/2011 die Legende vom heiligen Trinker als szenische Erzählung aufgeführt. Es spielte Peter Schröder. Die Idee und Konzeption lagen ebenfalls bei Peter Schröder, Regie führte Elias Perrig.[8]
- In der Spielzeit 2014/2015 führte das Nationaltheater Mannheim die Legende vom heiligen Trinker in der Reihe „Tonstudio“ unter dem Namen Himmelfahrtskommando als eine szenisch-musikalische Erzählung auf. Reinhard Mahlberg spielte den Andreas, die Regie führten Jennifer Regnet und Greta Schmidt.[9]
- Im August 2020 führte das Ton und Kirschen Wandertheater die Legende an mehreren Orten in Berlin und Brandenburg auf.
- Im September 2024 fand am Teamtheater München die Premiere von Die Legende vom heiligen Trinker in der Bearbeitung und Inszenierung von Georg Büttel statt. Die Bühnenmusik stammte von Thomas Unruh, das Bühnenbild gestaltete Thomas Bruner. Den Andreas spielte Otto Beckmann.

## Ausgaben
Quelle
- Fritz Hackert (Hrsg.): Joseph Roth. Werke. Band 6: Romane und Erzählungen. 1936–1940. S. 515–543: Die Legende vom heiligen Trinker. Novelle. 1939. Mit einem Nachwort des Herausgebers. Büchergilde Gutenberg, Frankfurt am Main 1994, ISBN 3-7632-2988-4.

Weitere Ausgaben
- Die Legende vom heiligen Trinker. Nach dem Erstdruck von 1939. Mit Kommentar und Nachwort. Herausgegeben von Konstanze Fliedl. Reclam, Stuttgart 2010, ISBN 978-3-15-018683-1 (Reclams Universal-Bibliothek 18683).
- Textausgabe bei Projekt Gutenberg-DE